# Lles de Cerdanya (kommunhuvudort)
Lles de Cerdanya är en kommunhuvudort i Spanien.   Den ligger i provinsen Província de Lleida och regionen Katalonien, i den nordöstra delen av landet, 500 km öster om huvudstaden Madrid. Lles de Cerdanya ligger 1 476 meter över havet och antalet invånare är 236.
Terrängen runt Lles de Cerdanya är kuperad åt sydost, men åt nordväst är den bergig. Terrängen runt Lles de Cerdanya sluttar söderut.Runt Lles de Cerdanya är det glesbefolkat, med 15 invånare per kvadratkilometer. Närmaste större samhälle är La Seu d'Urgell, 18,8 km väster om Lles de Cerdanya. Omgivningarna runt Lles de Cerdanya är en mosaik av jordbruksmark och naturlig växtlighet.